# فهرست آثار ملی شهرستان ایجرود
شهرستان ایجرود یکی از شهرستان‌های استان زنجان به مرکزیت شهر زرین‌آباد است. این شهرستان با شهرستان‌های زنجان، خدابنده، ماهنشان و همچنین شهرستان بیجار در استان کردستان همجوار می‌باشد.

## آثار ثبت‌شده
| ردیف | نام اثر            | نگاره          | دیرینگی                          | موقعیت                                                                                 | شمارهٔ ثبت | تاریخ ثبت  | منبع  |
| ---- | ------------------ | -------------- | -------------------------------- | -------------------------------------------------------------------------------------- | --------- | ---------- | ----- |
| ۱    | محوطه لهوم         | بارگذاری تصویر | قرون اولیه و میانه اسلامی        | شهرستان ایجرود، بخش مرکزی، دهستان گلابر، ۲۵۰۰ م شمال روستای قره دره                    | ۲۴۰۴۳     | ۱۳۸۷/۱۰/۱۵ | [ ۲ ] |
| ۲    | محوطه جمجمه        |                | اشکانی ـ ساسانی                  | شهرستان ایجرود، بخش مرکزی، دهستان گلابر، روستای قره دره، ۱۲۷۰ م جنوب شرق روستا         | ۲۴۰۴۴     | ۱۳۸۷/۱۰/۱۵ |       |
| ۳    | محوطه آرایال       |                | اشکانی ـ ساسانی                  | شهرستان ایجرود، بخش مرکزی، دهستان گلابر، ۷۱۰ م شمال غربی روستای چاپوق                  | ۲۴۰۴۵     | ۱۳۸۷/۱۰/۱۵ |       |
| ۴    | تپه تاس            |                | اشکانی ـ قرون میانه اسلامی       | شهرستان ایجرود، بخش مرکزی، دهستان گلابر، ۱۱۰۰ م شرق روستای قره دره                     | ۲۴۰۴۶     | ۱۳۸۷/۱۰/۱۵ |       |
| ۵    | تپه گلابر گولی     |                | آهن                              | شهرستان ایجرود، بخش مرکزی، دهستان گلابر، روستای قره دره، ۱۴۱۰ م شرق روستا              | ۲۴۰۴۷     | ۱۳۸۷/۱۰/۱۵ |       |
| ۶    | تپه خرابه          |                | آهن                              | شهرستان ایجرود، بخش مرکزی، دهستان گلابر، ۸۰۰ م جنوب روستای سراب                        | ۲۴۰۴۸     | ۱۳۸۷/۱۰/۱۵ |       |
| ۷    | محوطه کاروان‌سرا    |                | اشکانی ـ ساسانی                  | شهرستان ایجرود، بخش مرکزی، دهستان گلابر، ۹۴۰ م غرب روستای سراب                         | ۲۴۰۴۹     | ۱۳۸۷/۱۰/۱۵ |       |
| ۸    | تپه تالپ یال ۱     |                | آهن                              | شهرستان ایجرود، بخش مرکز ی، دهستان گلابر، ۶۲۰ م جنوب غربی روستای جوقین                 | ۲۴۰۵۰     | ۱۳۸۷/۱۰/۱۵ |       |
| ۹    | تپه گوشا تپه لر    |                | قرون اولیه و میانه اسلامی        | شهرستان ایجرود، بخش مرکزی، دهستان گلابر، روستای گلابر، ۳۳۰ م جنوب روستا                | ۲۴۰۵۱     | ۱۳۸۷/۱۰/۱۵ |       |
| ۱۰   | تپه مونجقلی        |                | قرون میانه اسلام                 | شهرستان ایجرود، بخش مرکز ی، دهستان گلابر، ۳۹۷۰ م جنوب روستای زرین آباد                 | ۲۴۰۵۲     | ۱۳۸۷/۱۰/۱۵ |       |
| ۱۱   | تپه قره لان        |                | اشکانی ـ ساسانی                  | شهرستان ایجرود، بخش مرکزی، دهستان گلابر، ۲۳۰۰ م شرق روستای قره دره                     | ۲۴۰۶۸     | ۱۳۸۷/۱۰/۱۵ |       |
| ۱۲   | تپه گوشوخ          |                | کالکولتیک ـ آهن                  | شهرستان ایجرود، بخش مرکزی، دهستان گلابر، ۲۰۸۰ م جنوب غربی روستای سها                   | ۲۴۰۶۹     | ۱۳۸۷/۱۰/۱۵ |       |
| ۱۳   | تپه ایلجک          |                | آهن                              | شهرستان ایجرود، بخش مرکزی، دهستان گلابر، ۱۱۹۰ م جنوب روستای جوقین                      | ۲۴۰۷۰     | ۱۳۸۷/۱۰/۱۵ |       |
| ۱۴   | تپه آرابولاغ       |                | کالکولتیک ـ آهن                  | شهرستان ایجرود، بخش مرکز ی، دهستان گلابر، ۵۳۰ م شمال غربی روستای تله گرد               | ۲۴۰۷۱     | ۱۳۸۷/۱۰/۱۵ |       |
| ۱۵   | تپه نوبر           |                | آهن                              | شهرستان ایجرود، بخش مرکزی، دهستان گلابر، ۱۹۰۰ م جنوب غربی روستای ینگی کند میرزا الماسی | ۲۴۰۷۲     | ۱۳۸۷/۱۰/۱۵ |       |
| ۱۶   | تپه‌هاچا            |                | اشکانی                           | شهرستان ایجرود، بخش مرکزی، دهستان گلابر، ۳۵۶۰ م شمال روستای قره دره                    | ۲۴۰۷۳     | ۱۳۸۷/۱۰/۱۵ |       |
| ۱۷   | تپه شادگلی         |                | آهن                              | شهرستان ایجرود، بخش مرکزی، دهستان گلابر، ۲۹۰۰ م غرب روستای قره دره                     | ۲۴۰۷۴     | ۱۳۸۷/۱۰/۱۵ |       |
| ۱۸   | تپه علی‌آباد ۱      |                | اشکانی                           | شهرستان ایجرود، بخش مرکزی، دهستان گلابر، ۸۵۰ م شمال غربی روستای جوقین                  | ۲۴۰۷۵     | ۱۳۸۷/۱۰/۱۵ |       |
| ۱۹   | تپه شعبان دره      |                | ساسانی                           | شهرستان ایجرود، بخش مرکزی، دهستان گلابر، ۶۶ م جنوب روستای سها                          | ۲۴۰۷۶     | ۱۳۸۷/۱۰/۱۵ |       |
| ۲۰   | تپه قیزلارقلعه‌سی   |                | قرون میانه اسلامی                | شهرستان ایجرود، بخش مرکزی، دهستان گلابر، ۱۷۳۰ م شرق روستای قره داغ                     | ۲۴۰۷۷     | ۱۳۸۷/۱۰/۱۵ |       |
| ۲۱   | تپه تکان           |                | قرون میانه و متاخر اسلامی        | شهرستان ایجرود، بخش مرکزی، دهستان گلابر، ۱۲۶۰ م جنوب غربی روستای ینگی کند سیدلر        | ۲۴۰۷۸     | ۱۳۸۷/۱۰/۱۵ |       |
| ۲۲   | گورستان سره جی ۱   |                | آهن                              | شهرستان ایجرود، بخش مرکزی، دهستان گلابر، ۱۴۹۰ م شمال روستای سها                        | ۲۴۰۷۹     | ۱۳۸۷/۱۰/۱۵ |       |
| ۲۳   | تپه کولر           |                | قرون اولیه، میانه و متاخر اسلامی | شهرستان ایجرود، بخش مرکزی، دهستان گلابر، ۲۹۳۰ م جنوب روستای ایج                        | ۲۴۰۸۰     | ۱۳۸۷/۱۰/۱۵ |       |
| ۲۴   | محوطه قلی خان      |                | قرون اولیه اسلامی                | شهرستان ایجرود، بخش مرکزی، دهستان گلابر، ۲۴۷۰ م جنوب غربی روستای سها                   | ۲۴۰۸۱     | ۱۳۸۷/۱۰/۱۵ |       |
| ۲۵   | تپه تالپ یال ۲     |                | ساسانی                           | شهرستان ایجرود، بخش مرکزی، دهستان گلابر، روستای جوقین، ۵۲۰ م جنوب غربی روستا           | ۲۴۰۸۲     | ۱۳۸۷/۱۰/۱۵ |       |
| ۲۶   | گورستان سره جی ۲   |                | آهن                              | شهرستان ایجرود، بخش مرکزی، دهستان گلابر، ۱۵۸۰ م شمال روستای سها                        | ۲۴۰۸۳     | ۱۳۸۷/۱۰/۱۵ |       |
| ۲۷   | تپه شور            |                | آهن                              | شهرستان ایجرود، بخش مرکز ی، دهستان گلابر، ۱۳۳۰ م جنوب روستای جوقین                     | ۲۴۰۸۴     | ۱۳۸۷/۱۰/۱۵ |       |
| ۲۸   | تپه تات باغی ۲     |                | اشکانی ـ ساسانی                  | شهرستان ایجرود، بخش مرکزی، دهستان گلابر، ۲۱۲۰ م جنوب شرقی روستای جوقین                 | ۲۴۰۸۵     | ۱۳۸۷/۱۰/۱۵ |       |
| ۲۹   | تپه سها چای        |                | کالکولتیک                        | شهرستان ایجرود، بخش مرکزی، دهستان گلابر، ۲۱۲۰ م جنوب غربی روستای شیوه                  | ۲۴۰۸۶     | ۱۳۸۷/۱۰/۱۵ |       |
| ۳۰   | تپه قلعه کیوان شاه |                | مفرغ ـ آهن                       | شهرستان ایجرود، بخش مرکزی، دهستان گلابر، ۳۶۵۰ م شمال روستای قره دره                    | ۲۴۰۸۷     | ۱۳۸۷/۱۰/۱۵ |       |
| ۳۱   | تپه تات باغی ۱     |                | قرون متاخر اسلامی                | شهرستان ایجرود، بخش مرکز ی، دهستان گلابر، ۲۳۷۰ م جنوب شرقی روستای جوقین                | ۲۴۰۸۸     | ۱۳۸۷/۱۰/۱۵ |       |
| ۳۲   | قلعه آق قلعه گلابر |                | قرون میانه اسلامی                | شهرستان ایجرود، بخش مرکز ی، دهستان گلابر، داخل بافت روستای گلابر                       | ۲۴۰۸۹     | ۱۳۸۷/۱۰/۱۵ |       |
| ۳۳   | چال تپه            |                | اشکانی                           | شهرستان ایجرود، بخش مرکزی، دهستان گلابر، ۷۷۰ م غرب روستای شیوه                         | ۲۴۰۹۰     | ۱۳۸۷/۱۰/۱۵ |       |
| ۳۴   | تپه گرد            |                | آهن                              | شهرستان ایجرود، بخش مرکزی، دهستان گلابر، ۱۶۹۰ م شمال غربی روستای چاپوق                 | ۲۵۳۴۹     | ۱۳۸۷/۱۲/۱۸ |       |